# Fleming Peaks
Die Fleming Peaks sind eine kleine Gruppe von Berggipfeln im westantarktischen Marie-Byrd-Land. Sie ragen in den Ford Ranges 10 km ostsüdöstlich des Gebirgskamms Bailey Ridge an der Nordflanke des Boyd-Gletschers auf.
Entdeckt und kartiert wurden sie bei der United States Antarctic Service Expedition (1939–1941). Das Advisory Committee on Antarctic Names benannte sie 1966 nach dem Neuseeländer Bernard Lucas Fleming, Assistent des wissenschaftlichen Stabes der zweiten Antarktisexpedition (1933–1935) des US-amerikanischen Polarforschers Richard Evelyn Byrd.